# Eutectoïde
Une transformation  eutectoïde est une transformation de phase solide en phase solide qui se déroule à température constante.
Les éléments sont en solution solide à haute température. À la température eutectoïde plusieurs phases se forment ayant chacune une composition différente.
Par exemple pour les aciers cette transformation a lieu à 723 °C. L'austénite se transforme en cémentite (Fe3C) et en ferrite. Le composé lamellaire obtenu est nommé "perlite".
Un acier est dit hypoeutectoide quand sa teneur en carbone est inférieure à 0,77 %C massique. 